# تبعات حرب الشتاء
تغطي تبعات حرب الشتاء الأحداث التاريخية والتعقيبات التالية لحرب الشتاء التي دارات بين فنلندا والاتحاد السوفيتي منذ 30 نوفمبر 1939 حتى 13 مارس 1940. تُعرف الفترة القصيرة الممتدة ما بعد الحرب وقبل الحرب التي تلتها، حرب الاستمرار، باسم السلام المؤقت.

## ما بعد الحرب

### الآراء الفنلندية
كان للحرب التي استمرت 105 أيام تأثيرًا عميقًا وكئيبًا في فنلندا. كان الدعم الدولي المُجدي ضئيلًا ووصل متأخرًا، ومنع الحصار الألماني وصول معظم شحنات الأسلحة. في نهاية الحرب، كان موقف الجيش الفنلندي من البرزخ الكاريلي موضع جدل شديد. وكانت الأوامر قد صدرت بالفعل بإعداد تراجع إلى خط الدفاع التالي في قطاع تايبالي. تراوحت التقديرات حول المدة التي كان يمكن فيها مقاومة العدو بهذا النوع من عمليات التراجع والدفاع بين بضعة أيام إلى شهرين، وسطيًا نحو بضعة أسابيع. خلال السلام المؤقت، أنشأت الحكومات المحلية والأبرشيات والمنظمات الإقليمية مجموعة المصالح، كاريلان ليتو، من أجل الدفاع عن حقوق ومصالح الأشخاص الكاريليين الذين تم إجلاؤهم وإيجاد حل لإعادة كاريليا.

### الآراء السوفيتية
خلال الفترة بين الحرب والبيريسترويكا في أواخر الثمانينيات، اعتمد التأريخ السوفيتي فقط على خطابات فياتشيسلاف مولوتوف حول حرب الشتاء. في خطابه الإذاعي في 29 نوفمبر 1939، جادل مولوتوف بأن الاتحاد السوفيتي قد حاول لمدة شهرين التفاوض على ضمانات أمنية للينينغراد. ومع ذلك، اتخذ الفنلنديون موقفًا عدائيًا «لإرضاء الإمبرياليين الأجانب». قام الفنلنديون باستفزاز عسكري ولم يعد بوسع السوفييت التمسك بعهود عدم الاعتداء. وفقاً لمولوتوف، لم يرغب الاتحاد السوفيتي احتلال فنلندا أو ضمها؛ وكان الهدف تأمين لينينغراد فحسب.
استُخدم مصدر آخر لاحقًا على نطاق واسع في التأريخ السوفيتي، وهو خطاب مولوتوف أمام مجلس السوفييت الأعلى في 29 مارس 1940. ألقى مولوتوف باللائمة على الدول الغربية لبدء الحرب وقال إنها استخدمت فنلندا كأداة لمحاربة الاتحاد السوفيتي. حاول أيضًا الحلفاء الغربيون كسب السويد والنرويج المحايدتان إلى صفوفهم. وكان «الأشرار» الرئيسيين بالنسبة للاتحاد السوفيتي هم المملكة المتحدة وفرنسا، بالإضافة أيضًا إلى السويد والولايات المتحدة وإيطاليا الذين كانوا قد أرسلوا كميات هائلة من المعدات والأموال والجنود إلى فنلندا. وفقاً لمولوتوف، كان الاتحاد السوفيتي رحيمًا من ناحية السلام، إذ أن مشكلة أمن لينينغراد قد حُلت.
تشير تكهنات إلى أن ستالين قد أباد عمليًا جهاز استخباراته أثناء جرائم التطهير، الأمر الذي أدى إلى الإضرار بفعالية الجواسيس في فنلندا وغيرها من البلدان، فضلاً عن ترهيب العملاء وحملهم على كتابة التقارير التي اعتقدوا أنها ما يريد ستالين قراءته. ولهذا لم يكن على علم بالوضع الحقيقي في فنلندا وبين الحلفاء. كانت مصادر الاستخبارات السوفيتية تبلغ قيادتها بخطط الحلفاء للتدخل في الحرب، ولكن دون تزويدها بالتفاصيل أو «بعدم جاهزية الحلفاء فعليًا». لذلك، شعر الاتحاد السوفيتي أنه مجبر على السعي نحو نهاية مبكرة للحرب قبل أن يتدخل الحلفاء ويعلنوا الحرب على الاتحاد السوفيتي.
في عام 1948 ، كتب ستالين في كتاب مزورو التاريخ (بالإنجليزية: Falsifiers of History) «لا يكاد يوجد أدنى شك بأن الدوائر الحاكمة في فنلندا كانت متحالفة مع الهتلريين وأنها أرادت تحويل فنلندا إلى نقطة انطلاق لهجوم هتلر الألماني على الولايات المتحدة الأمريكية». فيما يتعلق ببدء الحرب، كتب ستالين أيضًا «في الحرب التي بدأها الرجعيون الفنلنديون ضد الاتحاد السوفيتي، قدمت بريطانيا وفرنسا للعسكريين الفنلنديين كل أنواع المساعدة. وظلت الدوائر الحاكمة الأنجلو-فرنسية تحرض الحكومة الفنلندية على مواصلة الأعمال القتالية».
نيكيتا خروتشوف، الذي كان زعيمًا للحزب أثناء الحرب، يستحضر فيما بعد: «في حربنا ضد الفنلنديين كان بوسعنا أن نختار موقع الحرب وتاريخ بدايتها. كنا متفوقين على العدو في العدد، كان لدينا ما يكفي من الوقت للاستعداد للعملية. ولكن حتى مع هذه الظروف المواتية، لم ننتصر إلا بمواجهة صعوبات كبيرة وتكبد خسائر هائلة بشكل لا يصدق. في الواقع هذا النصر كان هزيمة معنوية. ومن المؤكد أن شعبنا لم يكن على علم بذلك لأننا لم نخبرهم بالحقيقة قط».
وفي عام 1994 ، ندد رئيس روسيا بوريس يلتسن بحرب الشتاء، واتفق على أنها حرب عدوانية.